# Колесник

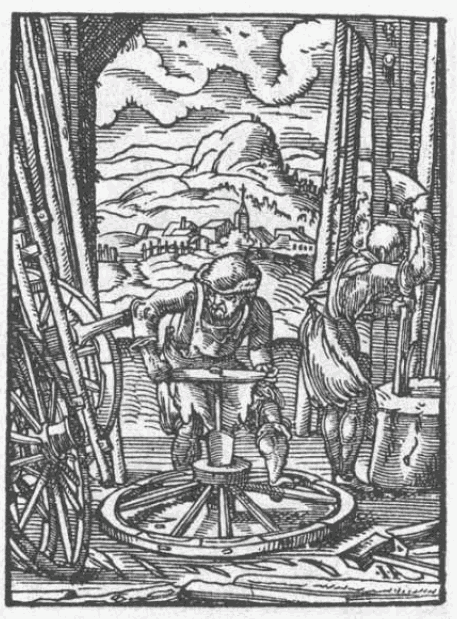
Колесник на средневековой гравюре.

Коле́сник — ремесленник, изготовлявший колёса, телеги и кареты. Опыт колесников был востребован вплоть до индустриальной революции, однако с внедрением массового производства эта профессия практически вымерла.
В XIX веке колесники были известны почти в каждом селе. В некоторых районах Украины их деятельность приобретала характер массовой кустарной промышленности. Больше всего она была развита на Полтавщине. Известным центром было село Дорогоща Хмельницкой области. Изделия колесников имели спрос в разных районах Украины, в частности в южной. В связи с механизацией транспорта данный вид деятельности утратил своё значение. Теперь телеги и сани для нужд колхозов и совхозов изготавливают на предприятиях местной промышленности.